# SAPARD
«САПАРД» програма (англ. Special accession programme for agriculture and rural development, SAPARD) — один з трьох фінансових інструментів Європейського Союзу (разом з «ФАРЕ» та  «ІСПА») на допомогу країнам-кандидатам з Центральної та Східної Європи у підготовці до вступу в ЄС. «САПАРД» — «Спеціальна передвступна програма для сільського господарства та розвитку села» (Special Accession Programme for Agriculture and Rural Development, SAPARD), має на меті структурні перебудови в аграрному секторі країн-вступників та запровадження тієї частини правового доробку Спільноти, який стосується його спільної сільськогосподарської політики. Програма «САПАРД» започаткована постановою Ради міністрів у червні 1999 року, як частина  «Програми 2000» щодо збільшення передвступної допомоги на період 2000 — 2006 рр. Її бюджет для Болгарії та Румунії на 2004 рік становить 225,2 млн євро; до 2003 року загальний річний бюджет програми для 10 країн Центральної та Східної Європи становив 560 млн євро.